# جور وریلینگ
جور وریلینگ (انگلیسی: Jur Vrieling؛ زادهٔ ۳۱ ژوئیهٔ ۱۹۶۹) ورزشکار اهل پادشاهی هلند است.
وی در مسابقات کشوری و بین‌المللی در مجموع برندهٔ ۲ مدال طلا، ۱ مدال نقره شده‌است.